# Sullivan (Illinois)
Sullivan è un comune degli Stati Uniti d'America, situato nell'Illinois, nella contea di Moultrie, della quale è anche il capoluogo.